# Aleksander Słuczanowski
Aleksander Słuczanowski (Sztavropol, 1900. szeptember 13. – 1942. szeptember 11.) orosz születésű lengyel jégkorongozó, olimpikon.
Az 1928. évi téli olimpiai játékokon játszott először a jégkorongtornán a lengyel csapatban. A B csoportba kerültek, ahol rajtuk kívül csak kettő csapat volt. Első mérkőzésükön 2–2-es döntetlent játszottak a svédekkel, majd egy szoros mérkőzésen 3–2-re kikaptak a csehszlovák csapattól. A csoportban az utolsó helyen végeztek 1 ponttal. Összesítésben a 9. lettek. Słuczanowski csak a csehszlovákok elleni vesztes mérkőzésen játszott és gólt nem ütött.
Klubcsapata a AZS Varsó volt. 1927-ben, 1928-ban és 1929-ben lengyel bajnok lett.